# Adriaan van Renesse van Wulven
Adriaan van Renesse van Wulven (1501 – 7 december 1559) was een Nederlands geestelijke uit het huis Renesse. In 1546 volgde hij Johan van der Vorst van Loenbeke op als domdeken te Utrecht. Hij had zitting in de Geheime Raad van achtereenvolgens Karel V en Filips II. Bij de kerkelijke herindeling in de Nederlanden en de verheffing van het bisdom Utrecht tot aartsbisdom in 1559 werd hij door Filips II als eerste aartsbisschop van Utrecht voorgedragen, maar hij stierf voordat zijn benoeming kon worden bekrachtigd door de paus. Hij werd begraven in de Minderbroederskerk in Utrecht.
Hij was een zoon van Jan van Renesse (1470-1535) en Aleid Freijs van Kuinre (Rhenen, 1473-).
Zie ook Lijst van bisschoppen en aartsbisschoppen van Utrecht